# Petroșani
Petroșani (pronunciació en romanès: [petroˈʃanʲ]; en alemany: Petroschen; en hongarès: Petrozsény) és una ciutat del comtat de Hunedoara, Transsilvània, Romania, amb una població de 34.331 habitants (2011). La ciutat ha estat associada a la mineria des del segle xix.

## Història
"Pietros" significa "pedregós, rocós" en romanès. La ciutat de Petroșani es va fundar al segle XVII (cap al 1640). El 1720, un cartògraf austríac esmenta que tota la vall del Jiu estava intensament poblada i es podien veure assentaments d’un extrem a l’altre.
Durant el cens de 1818, Petroșani tenia 233 habitants, mentre que tota la vall comptava amb 2.550. Durant aquest temps, la principal activitat de la gent era el pastoratge i encara no havia aparegut cap assentament urbà.
Cap al 1840 es va iniciar la mineria superficial de carbó a Petroșani, Vulcà i Petrila.
La població va experimentar un creixement massiu només al segle XX durant el règim comunista, ja que molts treballadors eren vinguts d'altres parts del país.
Com altres ciutats de la vall del Jiu, al llarg de la segona meitat del segle xix i la major part del segle xx, la majoria de les activitats de la ciutat giraven al voltant de les mines. Però després de la caiguda del règim comunista, es van tancar moltes mines i la ciutat, igual que tota la vall, es va veure obligada a diversificar l'economia. Això també ha provocat un important descens de la població: Petroșani és una de les ciutats romaneses que ha patit una pèrdua de població més ràpida a partir dels anys noranta.

## Geografia

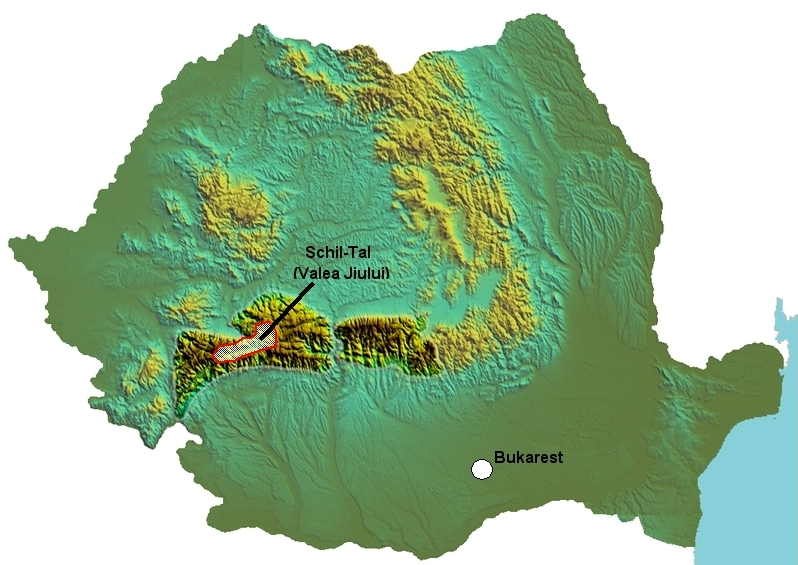
Jiu Valley al mapa de Romania. Petroșani és la ciutat més gran de la vall, una zona tradicionalment minera

Petroșani es troba a la vall del Jiu, que és l'entrada al parc nacional del Retezat i que proporciona accés a les muntanyes Vâlcan, Parâng i Retezat. La ciutat administra quatre pobles: Dâlja Mare (Nagydilzsa), Dâlja Mică (Kisdilzsa), Peștera (Zsupinyászuvölgy) i Slătinioara (Szlatinova községrész).

## Fites
- Església Sfinții Arhangeli ("Església dels Sants Arcàngels"), construïda al segle xviii.
- L'escola "IG Duca ", construïda el 1935
- L'escola hongaresa - construïda el 1873 per alemanys i habitada per un grup de 50 monges catòliques d'un monestir proper a Múnic
- L’antic teatre, construït el 1886
- L'església luterana, construïda entre 1892 i 1896
- El Museu de la Mineria, construït el 1920
- L'edifici de l'Escola Esportiva real, construït el 1919
- Sala de teatre "ID Sîrbu", construïda el 1905
- L'edifici del Tribunal de Justícia, construït el 1910
- El teatre real dels Estudiants, construït el 1922
- L’Església unitària, construïda entre 1924 i 1928
- La Universitat de Petroșani, construïda el 1948
- El centre comercial Jiul, reobert el desembre de 2007 després de la seva renovació, es va construir inicialment a principis dels anys vuitanta

## Esdeveniments socials
Els esdeveniments socials següents tenen lloc a Petroșani:
- el Teatre Dramàtic ofereix una àmplia varietat d’actuacions cada setmana
- el festival internacional internacional de folklore
- el Festival de Música Folklòrica Cântecul Adâncului... ("Cançó de les profunditats")
- colònies artístiques d’estiu organitzades per la Universitat Petroșani
- exposicions d'art, numismàtica i caricatures
- recitals de piano i violí, oferts per l’Escola de Música
- el festival Petroșani Days, que s’organitza generalment a la tardor
- l’anual Underground Valley Graffiti Fest

## Demografia
Plantilla:Historical populationsEl 1850, Petroșani era un petit poble, la gran majoria dels seus 581 habitants eren romanesos. Segons el cens de 1910, entre 12.193 habitants 7.748 (63,54%) eren hongaresos, 3.250 romanesos (26,65%) i 831 (6,82%) alemanys.
Segons el cens del 2011, el 90,59% dels habitants eren romanesos, el 6,54% hongaresos, l’1,82% gitanos i el 0,35% alemanys. Segons el cens del 2002, el 83,3% eren ortodoxos romanesos, el 7,2% catòlic, el 3,7% reformat, el 2,2% pentecostal, el 0,9% pertanyia a una altra religió i el 0,8% grec-catòlic.

## Fills il·lustres
- Cristina Adela Foișor, mestra internacional d’escacs
- Călin Peter Netzer, director de cinema

## Galeria

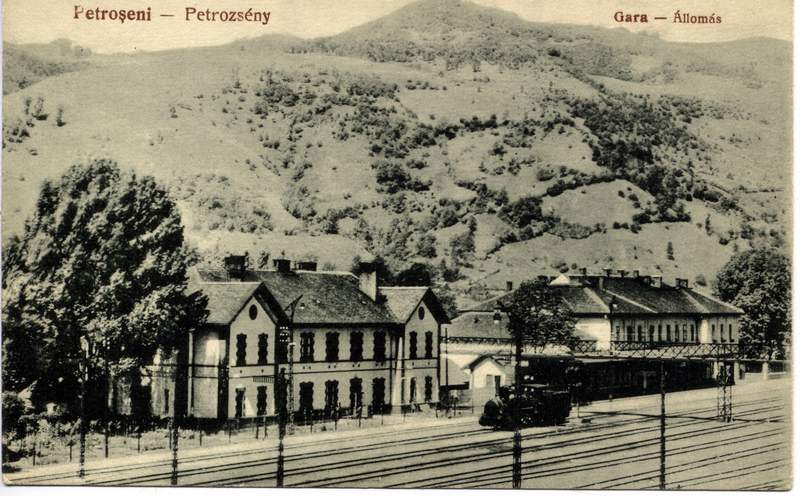
Estació de ferrocarril de Petroșani (1867)
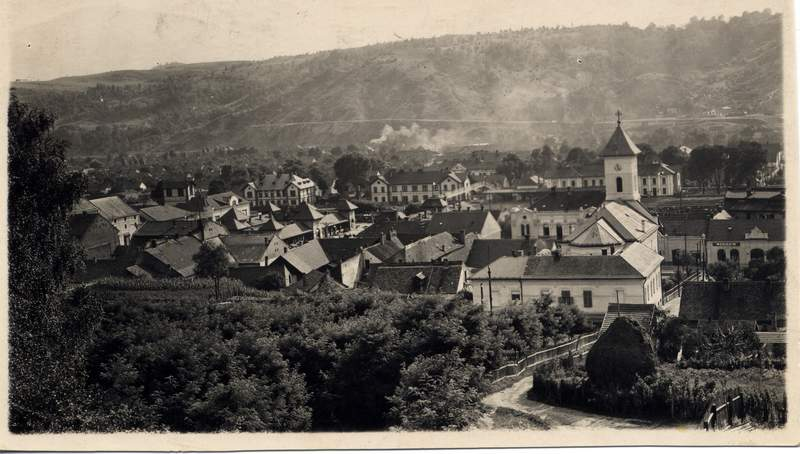
Vista de Petroșani 1910
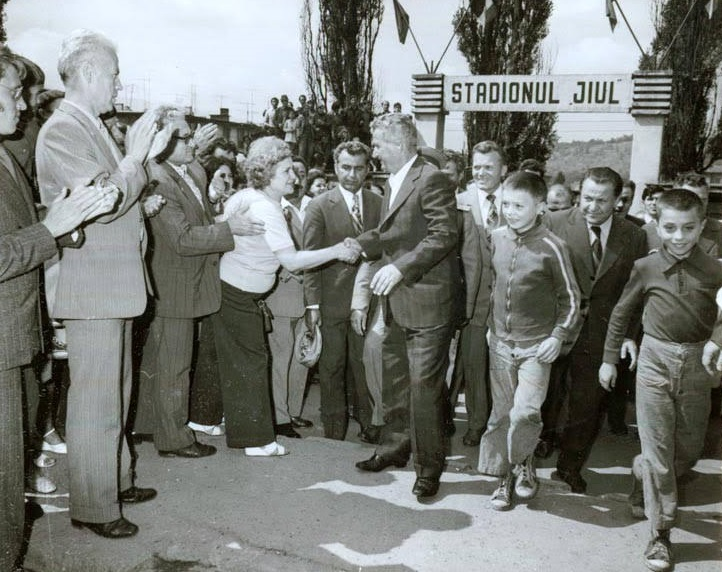
Nicolae Ceaușescu a Petroșani després de la vaga de miners del 1977.
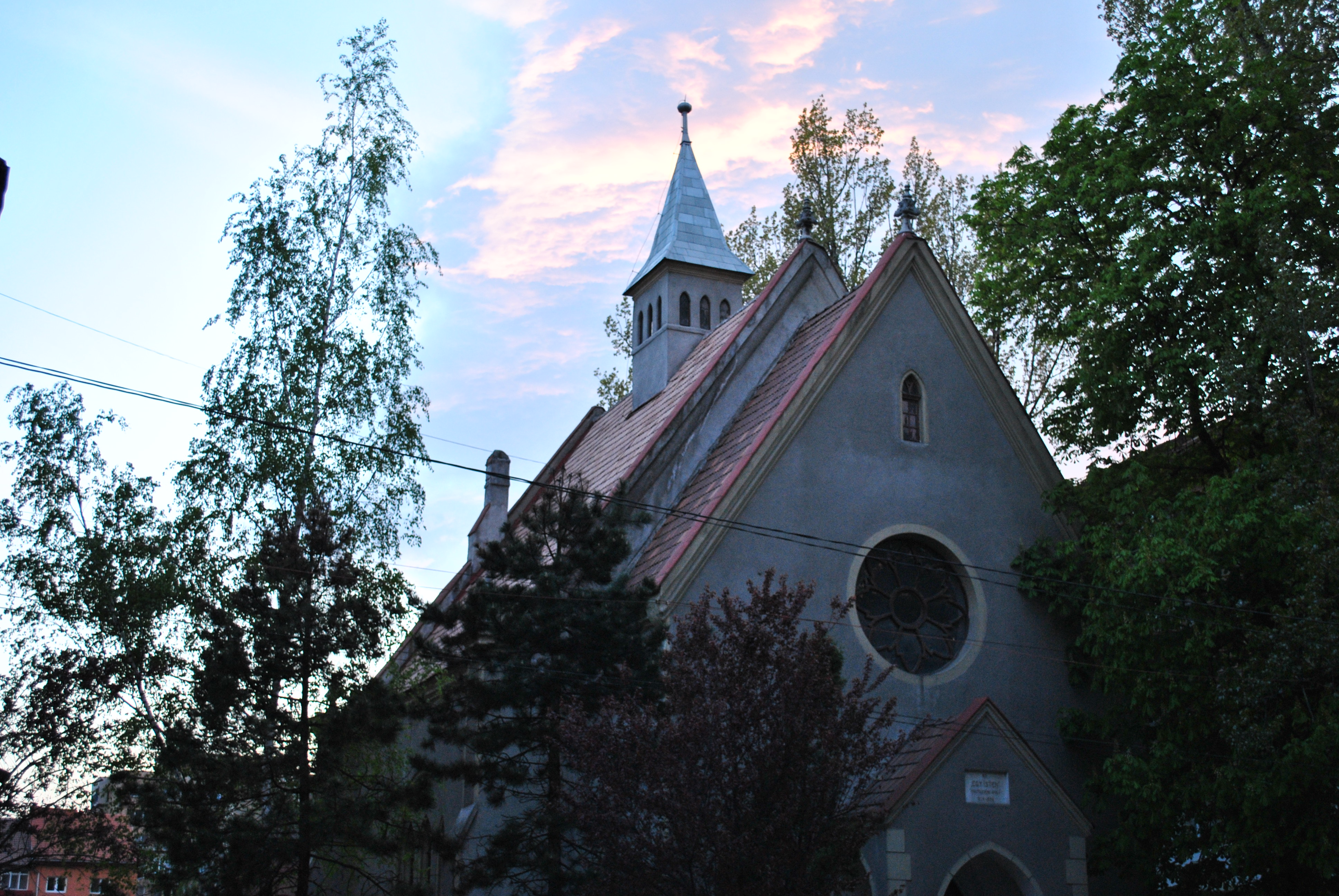
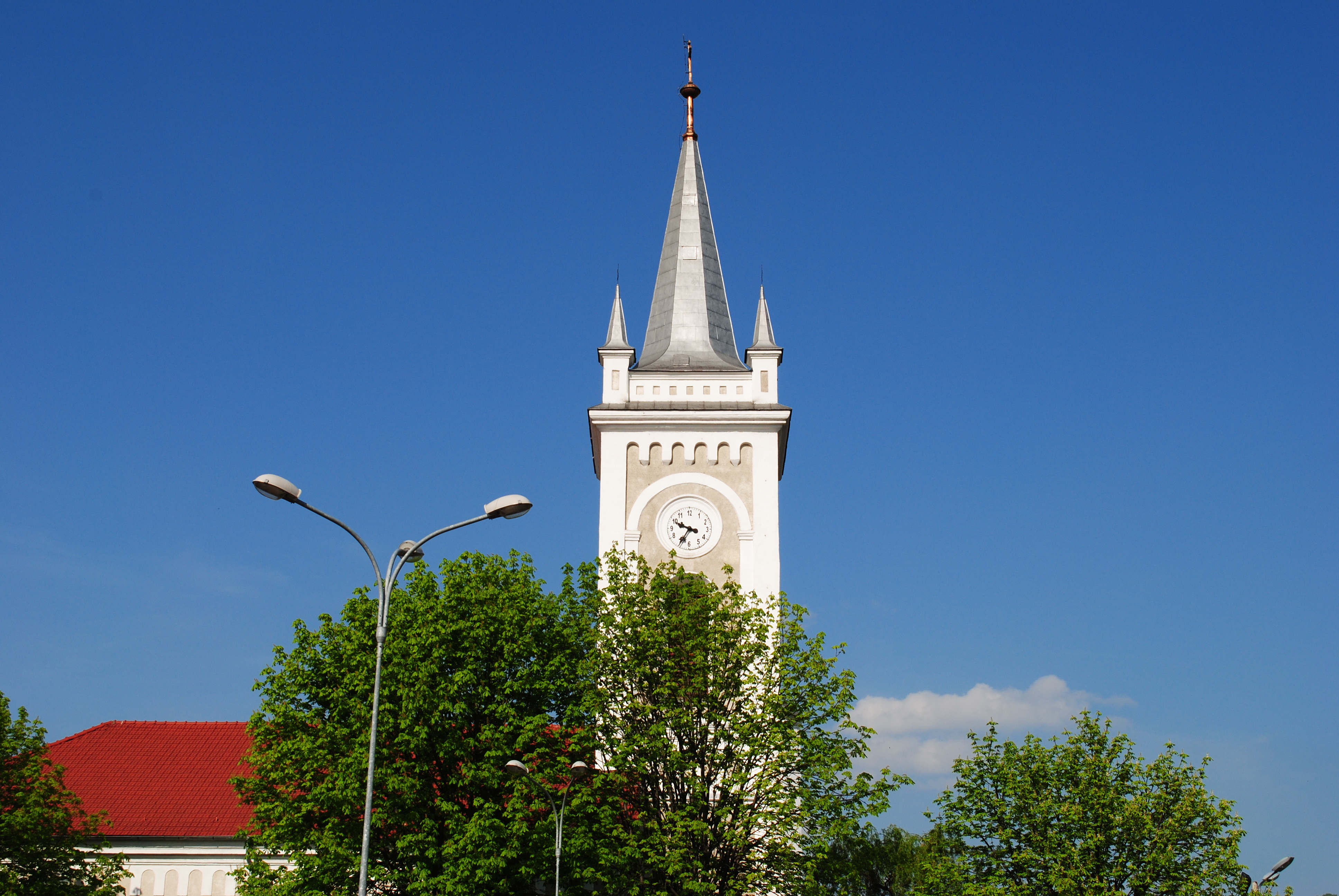
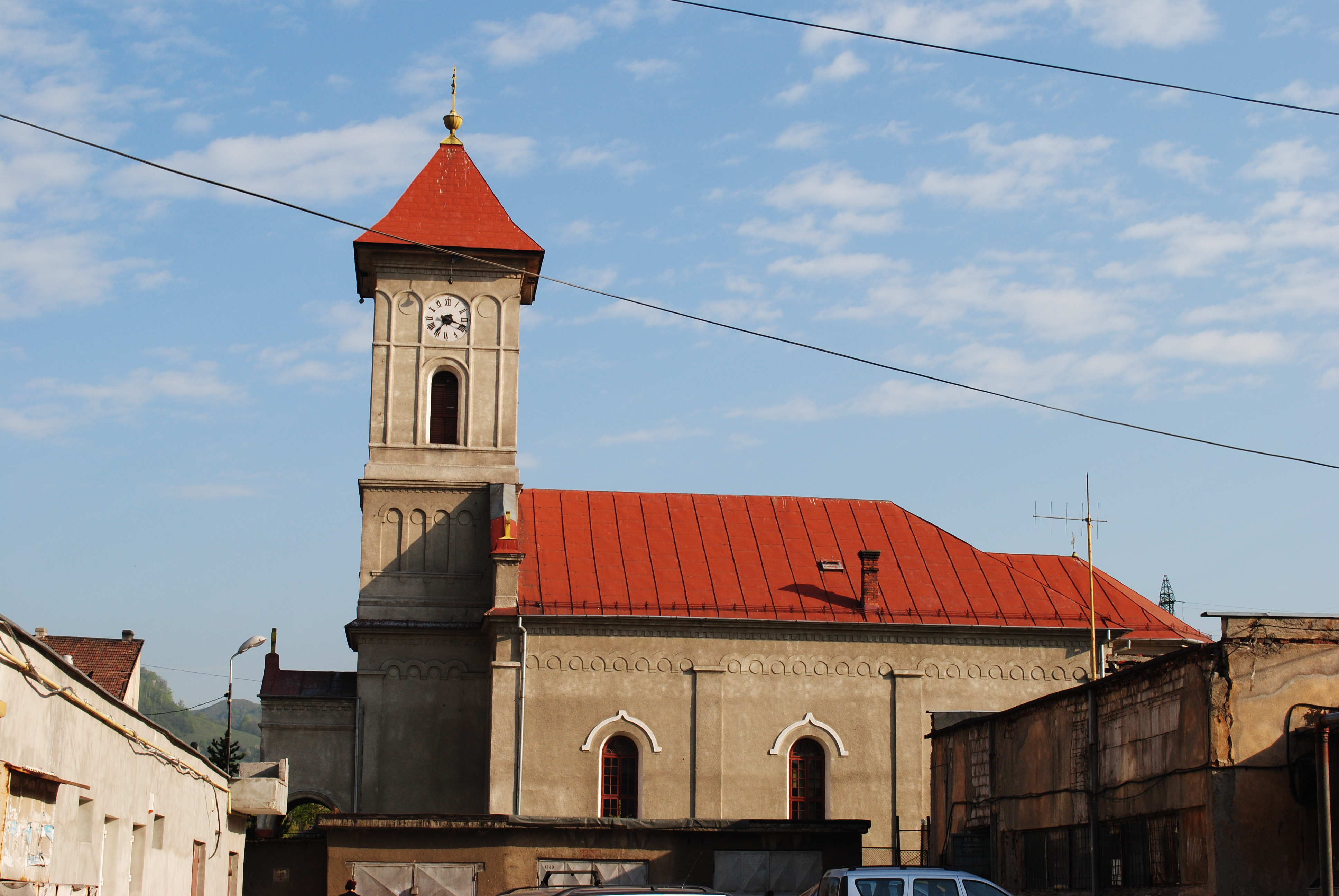
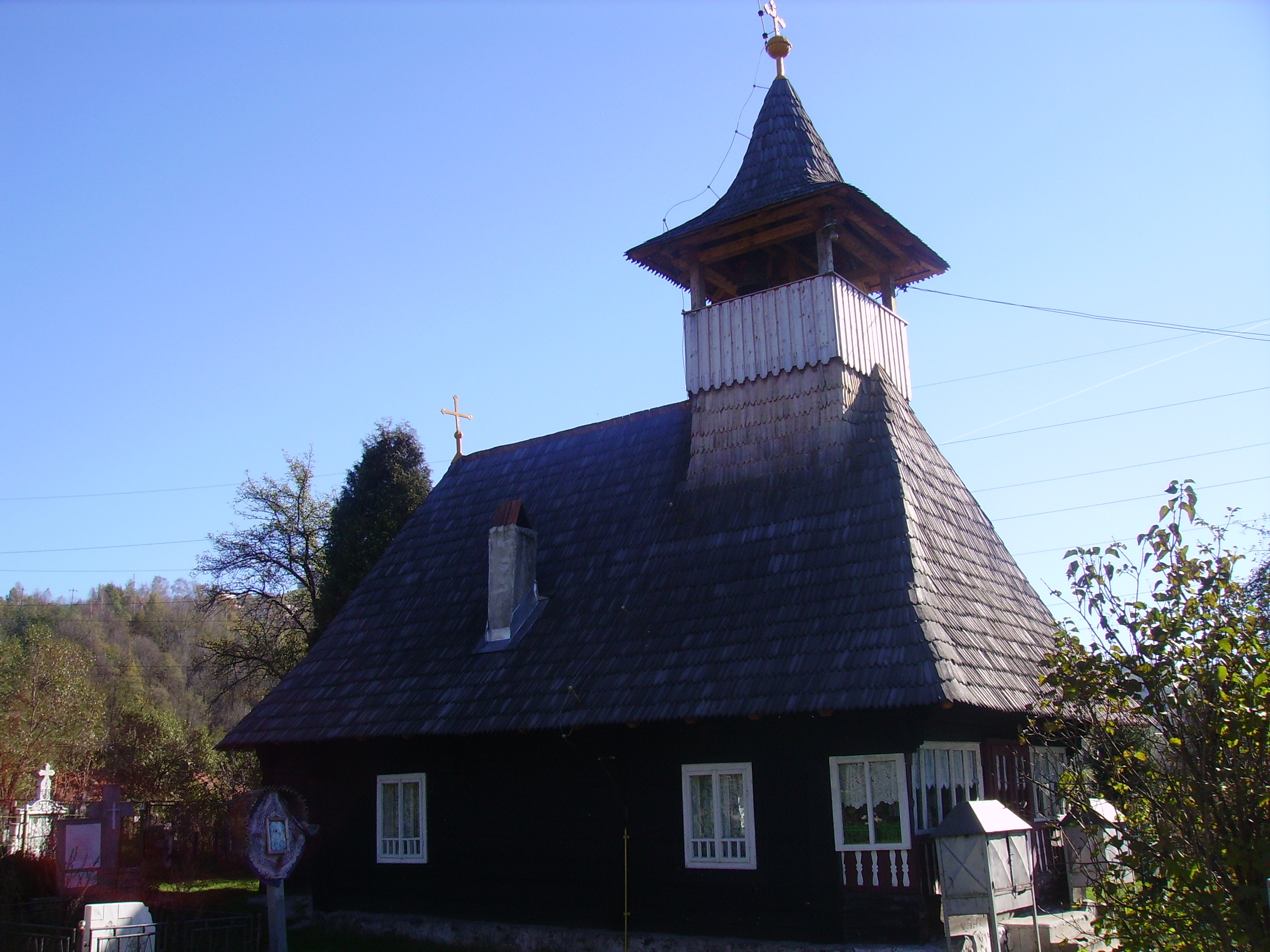
Església de fusta de Sant Jordi al barri de Sălătruc (1788)